# NATO Force Integration Units
Le unità di integrazione della Forza NATO sono dei Quartier generali della NATO istituiti nel 2015 nell'ambito del Readiness Action Plan, il nuovo piano di prontezza NATO pensato alla luce della Crisi di Crimea del 2014. Si tratta di comandi con personale permanentemente assegnato composto per metà da militari del paese ospitante e per metà da militari provenienti dalle altre nazioni NATO su base rotazionale.
Il compito dei Nfiu è quello di mostrare una costante presenza militare nei sei Paesi membri Nato, Romania, Bulgaria, Polonia, Lituania, Lettonia, Estonia, di costituire una collegamento tattico-strategico con le forze armate del paese ospitante e di facilitare il dispiegamento rapido delle forze alleate in caso di posizionamento ai confini est dell'Alleanza.

## Sedi dei comandi
Sotto il comando dell'Allied Joint Force Command Brunssum ed il controllo operativo del Multinational Corps Northeast:
- Tallinn, Estonia, NATO Force Integration Unit Estonia;
- Riga, Lettonia, NATO Force Integration Unit Lettonia;
- Vilnius, Lituania, NATO Force Integration Unit Lituania;
- Bydgoszcz, Polonia, NATO Force Integration Unit Polonia;

Sotto il comando dell'Allied Joint Force Command Naples ed il controllo operativo della Multinational Division Southeast:
- Sofia, Bulgaria, NATO Force Integration Unit Bulgaria;
- Bucarest, Romania, NATO Force Integration Unit Romania.